# Varietat (Geometria diferencial)
Una  varietat és l'objecte geomètric estàndard en matemàtica; existeixen diversos tipos de varietats utilitzades segons el domini particular considerat:
- Varietats diferenciables: utilitzades per la teoria dels grups de Lie, pel càlcul diferencial sobre els espais topològics més generals ... (que s'utilitzen en mecànica, per exemple);
- Varietats algebraiques: són  esquemes que verifiquen propietats particulars;
- Varietats aritmètiques: són casos particulars de varietats algebraiques, més especialitzades, per a les aplicacions més orientades a la teoria de nombres.